# 若き日の自画像 (レンブラント)
『若き日の自画像』（わかきひのじがぞう、蘭: Zelfportret op jeugdige leeftijd、英: Self-Portrait at an Early Age）は、17世紀オランダ絵画黄金時代の巨匠レンブラント・ファン・レインが1628年ごろにオーク板上に油彩で描いた初期の自画像である。1959年からアムステルダム国立美術館に貸与されていたが、1977年にレンブラント協会などの援助で購入されて以来、同美術館に所蔵されている。レンブラントの40点以上の自画像のうち、22歳の時の姿を表した最初期のものの1つで、キアロスクーロの手法を試みている。なお、イギリスのナショナル・トラストは、彼の工房で制作された本作の複製を所有している。

## 背景
17世紀の画家で、レンブラントほど多数の自画像を描いた画家はいない。彼は油彩で40点、エッチングで31点、素描で数十点もの自画像を制作した。その上、聖書や歴史主題の絵画で何度も自身を描いている。本作は、知られているレンブラントの自画像中、最初期のものである。
レンブラントの自画像の多く、とりわけエッチングや素描の自画像は習作的な特徴を持っている。それらは往々にして顔の表情の描写を試みたトローニーで、後にもっと大きな作品で用いられたものである。とりわけ難しい表情に関しては、レンブラントは飽くことなく自身の表情を鏡の中で研究した。本作も、そうした研究の要素を含んでいる。

## 作品
本作はくつろいでいる状態の画家を表しているが、顔の表情だけに焦点を当てたトローニーではない。レンブラントは、芸術的発展の初期に主に光の効果と、いかに光が肌や壁など様々な物質を照らすかに集中して取り組み、本作に見られるようにキアロスクーロの技法を研究した。本作で、確実に顔の最も目立つ部分である目、そして額は完全に影の中にあり、顔の大部分も影の中にある。最初、鑑賞者は、画家にまっすぐに見つめられていることにほとんど気がつかない。

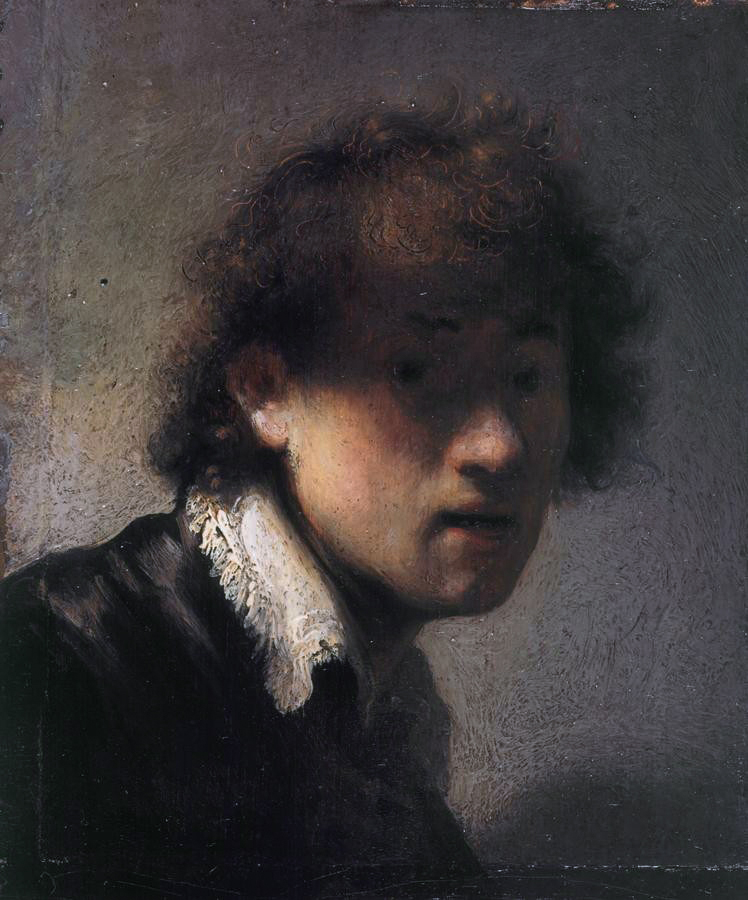
後の1629年ごろの類似した『自画像』 (アルテ・ピナコテーク、ミュンヘン)。レンブラントは、より明るく照明を当てられた場にいる。レンブラントライティングの一例である。

画面の光の角度はまったく通常のものではない。左側を向いているレンブラントは、背後から投げかけられた強い光で照らされている。光は肩の一部、首、右耳、顎、頬から口と鼻の先でのみ輝いている。絵具の塗り方は光の強さにより様々である。光が最初に当たっている部分は濃いペースト状の絵具で描かれ、コートの色はカラーと同じくらい白い。首と耳たぶもまた同様に濃いペースト状の絵具で描かれている。しかし、影に近づくほど、絵具の塗りは薄くなっていく。光源から遠い鼻の上のハイライトは、それほどペースト状の濃い絵具で塗られていない。また、鼻の上の絵具の質感は、より洗練されたものとなっている。レンブラントが自身の巻き毛の光を透明に表現する方法は驚異的である。時折、髪の毛を上向きに描くために、彼は筆の後側を用い、それで乾ききっていない絵具を擦っている。同様に異例なのは、背景の照明を当てられた壁である。絵具の質感で石膏を塗られた壁が表され、短いペースト状の筆致で明るい背景が明らかにされている。画面を様々な質感の絵具で覆うことで、レンブラントは現実に非常な正確さで近づき、わずか22歳で見事な技巧を示しているのである。
本作が完成して1年後の1629年に、レンブラントは別の類似した『自画像』を描いている。顔がやや異なった照明を受けているその作品は、現在、ミュンヘンのアルテ・ピナコテークに所蔵されている。